# Freeman Wills Crofts
Pour les articles homonymes, voir Crofts.
Œuvres principales
- Le Tonneau (1920)

Freeman Wills Crofts (Dublin, 1er juin 1879 - Worthing, 11 avril 1957) est un auteur irlandais de roman policier.

## Biographie
Né à Dublin, il est le fils d'un médecin de l'armée britannique.  De religion méthodiste, il fait ses études dans des institutions scolaires de Belfast. C'est dans cette ville qu'à l'âge de 17 ans, il devient apprenti ingénieur dans le milieu ferroviaire, puis assistant ingénieur, et monte de grade en grade régulièrement au cours d'une excellente carrière dans la compagnie des chemins de fer irlandais qui l'emploie.  En 1919, il tombe gravement malade et doit demeurer au lit.  Incapable de rester inactif, il aborde l'écriture pour tromper l'ennui de cette longue convalescence.
L'année suivante, il publie Le Tonneau (The Cask) qui, en plus de le rendre immédiatement célèbre, le propulse parmi les maîtres de l'Âge d'or du roman policier britannique. D'ailleurs Raymond Chandler, en plus d'être élogieux envers F.W. Croft dans son essai Simple comme le crime, dira de Le Tonneau que c'est là « sans doute le meilleur premier roman policier jamais écrit ».
Crofts donne ensuite quelques romans policiers sans héros récurrent, mais à partir de 1924, il reprend le personnage de l'inspecteur Joseph French, déjà apparu en 1921 dans la nouvelle Le Mystère de Greuze (The Greuze Mystery), pour en faire le héros de Les Diamants volés (Inspector French's Greatest Case, 1924). C'est le début d'une série policière très estimée en son temps qui compte une trentaine de romans et plus de vingt nouvelles. Une bonne part de ces récits d'énigme se déroulent dans les milieux maritime, portuaire et, à l'occasion, ferroviaire des îles Britanniques.
Tout comme Agatha Christie, Dorothy Sayers, G. K. Chesterton, John Dickson Carr et Anthony Berkeley, F.W. Crofts fut l'un des membres influents du Detection Club.

## Œuvre

### Romans

#### SérieInspecteur French
- Inspector French's Greatest Case (1924) Publié en français sous le titre Les Diamants volés, Paris, Nouvelle Revue Critique, coll. « L'Empreinte » no 15, 1933
- Inspector French and the Cheyne Mystery ou The Cheyne Mystery (1926) Publié en français sous le titre Le Mystère de Cheyne, Paris, Éditions Excelsior, coll. « Mystères l'X » no 8, 1933
- Inspector French and the Starvel Tragedy ou The Starvel Hollow Tragedy (1927) Publié en français sous le titre La Tragédie de Starvel, Paris, Éditions Excelsior, coll. « Mystères l'X » no 2, 1933 ; réédition, Monaco, Éditions du Rocher, coll. « Bibliothèque du mystère », 2002  (ISBN 2-268-04245-6)
- The Sea Mystery (1928) Publié en français sous le titre Le Cercueil marin, Paris, Nouvelle Revue Critique, coll. « L'Empreinte » no 12, 1932
- The Box Office Murders ou The Purple Sickle Murders (1929) Publié en français sous le titre La Dernière Victime, Paris, Nouvelle Revue Critique, coll. « L'Empreinte » no 22, 1933
- Sir John Magill's Last Journey (1930) Publié en français sous le titre Le Dernier Voyage de Sir Magill, Paris, Gallimard, coll. « Chefs-d'œuvre du roman d'aventures », 1933
- Mystery in the Channel ou Mystery in the English Channel (1931) Publié en français sous le titre Un drame en mer, Paris, Nouvelle Revue Critique, coll. « L'Empreinte » no 35, 1934
- Sudden Death (1932) Publié en français sous le titre Mort subite ou le Double Mystère de Frayle, Paris, Éditions Excelsior, coll. « Mystères l'X » no 3, 1933
- Death on the Way ou Double Death (1932) Publié en français sous le titre Le Rail sanglant, Paris, Éditions Excelsior, coll. « Mystères l'X » no 5, 1933
- The Hog's Back Mystery (1933) Publié en français sous le titre Le Mystère de l'Hog's back, Paris, Éditions Excelsior, coll. « Mystères l'X » no 14, 1934
- The 12.30 from Croydon (1934) Publié en français sous le titre 12h.30 de Croydon, Paris, Nouvelle Revue Critique, coll. « L'Empreinte » no 84, 1935
- Mystery on Southampton Water ou Crime on the Solent (1934) Publié en français sous le titre Le Drame de l'île de Wight, Paris, Nouvelle Revue Critique, coll. « L'Empreinte » no 62, 1935 ; réédition, Genève, Slatkine, coll. « Morts subites », 1981
- Crime at Guidford (1935) Publié en français sous le titre Le Crime du siècle, Paris, Nouvelle Revue Critique, coll. « L'Empreinte » no 78, 1935
- The Loss of the « Jane Vosper » (1936) Publié en français sous le titre Perdu en mer, Paris, Nouvelle Revue Critique, coll. « L'Empreinte » no 102, 1936
- Man Overboard! (1936) Publié en français sous le titre Un homme à la mer, Paris, Nouvelle Revue Critique, coll. « L'Empreinte » no 117, 1937
- Found Floating (1937) Publié en français sous le titre J'ai tué, Paris, Nouvelle Revue Critique, coll. « L'Empreinte » no 158, 1939
- The End of Andrew Harrison (1938) Publié en français sous le titre La Fin d'Andrew Harrison, Paris, Nouvelle Revue Critique, coll. « L'Empreinte » no 165, 1939
- Antidote to Venom (1938)
- Fatal Venture ou Tragedy in the Hollow (1939) Publié en français sous le titre La Police en croisière, Paris, La Maîtrise du livre, coll. « L'Empreinte-Police » no 6, 1947
- Golden Ashes (1940)
- James Tarrant, Adventurer ou Circumstantial Evidence (1941)
- The Losing Game ou A Losing Game (1941)
- Fear Comes to Chalfont (1942) Publié en français sous le titre Terreur sur Chalfont, Paris, Revue Fontaine, 1946
- The Affair at Little Wokeham ou Double Tragedy (1943)
- Enemy Unseen (1945) Publié en français sous le titre L'Ennemi invisible, Paris, Albin Michel, coll. « Le Limier » no 5, 1947
- Death of a Train (1946) Publié en français sous le titre Mort d'un train, Paris, Albin Michel, coll. « Le Limier » no 26, 1950
- Young Robin Brand, detective (1947) Publié en français sous le titre Un jeune détective, Paris, Éditions de la Paix, 1950
- Silence for the Murderer (1949) Publié en français sous le titre Silence pour l'assassin, Paris, Payot & Rivages, coll. « Rivages/Mystère », 2000  (ISBN 2-7436-0582-0)
- French Strikes Oil ou Dark Journey (1952)
- Anything to Declare ? (1957)

#### Autres romans
- The Cask (1920) Publié en français sous le titre Le Tonneau, Paris, coll. « Rivages/Thriller », 1996 ; réédition, Paris, Payot & Rivages, coll. « Rivages/Mystère » no 24, 1997 ; réédition, Paris, Payot & Rivages, coll. « Rivages/Noir » no 787, 2010  (ISBN 978-2-7436-2139-1)
- The Ponson Case (1921) Publié en français sous le titre L'Affaire Ponson, Paris, Éditions Excelsior, coll. « Mystères l'X », no 1, 1931
- The Pit-Prop Syndicate (1922) Publié en français sous le titre L'Énigme du cargo, Paris, Nouvelle Revue Critique, coll. « L'Empreinte » no 92, 1936 ; réédition, Monaco, Éditions du Rocher, coll. « Bibliothèque du mystère », 2001  (ISBN 2-268-03598-0)
- The Groote Park Murder (1923) Publié en français sous le titre Le Meurtre de Groote Park, Paris, Éditions Excelsior, coll. « Mystères l'X », no 11, 1933
- The Floating Admiral (1931), écrit en collaboration avec des membres de Detection Club Publié en français sous le titre L'Amiral flottant, traduit par Violette Delevingne, Paris, Gallimard, coll. « Le Scarabée d'Or » no 1, 1936 ; réédition dans une nouvelle traduction par François Andrieux sous le titre L'Amiral flottant sur la rivière Whyn, Clermont-Ferrand, Éditions Paleo, coll. « De l'autre côté » no 4, 2003  (ISBN 2-84909-026-3)

### Recueils de nouvelles

#### SérieInspecteur French
- Many a Slip (1955), recueil de 21 nouvelles, dont 5 avec l'inspecteur French
- Mystery of the Sleeping Car Express and Other Stories (1956), recueil de 10 nouvelles, dont 5 avec l'inspecteur French

#### Autre recueil de nouvelles
- Murderers Make Mistakes (1947), recueil de 23 nouvelles

### Nouvelles

#### SérieInspecteur French
- The Greuze Mystery (1921), aussi paru sous le titre The Greuze Girl Publié en français sous le titre Le Mystère de Greuze, Paris, Opta, Mystère Magazine no 50, mars 1952 Publié en français dans une autre traduction sous le titre L'Amateur américain, dans Histoires d'humour, sévices et morgue, Paris, LGF, coll. « Le Livre de poche » no 13500, 1994
- East Wind (1934) Publié en français sous le titre Vent d'est, dans Petits Romans noirs irlandais, Paris, Losfeld, 1997  (ISBN 2-909906-78-7) ; réédition, Paris, Payot & Rivages, coll. « Rivages/Noir » no 505, 2004  (ISBN 2-7436-1224-X)
- The Hunt Ball Murder (1937), aussi par sous le titre The Hunt Ball en 1943
- The Affair at Little Wokeham (1943)
- The Affair at Saltover Priory (1945)
- Crime on the Footplate (1950)
- The Oversight (1951)
- The 8.12 from Waterloo (1952)
- The Suitcase (1953)
- Unbreakable Alibi (1953) Publié en français sous le titre Un alibi à toute épreuve, Paris, Opta, Mystère Magazine no 90, juillet 1955
- The Medecine Bottle (1953)
- Gull Rock (1953)
- Two Birds with One Spanner (1953)
- The Footbridge (1953)
- The Ruined Tower (1953)
- The Flowing Tide (1954)
- The Two Bottle (1955) Publié en français sous le titre Les Deux Flacons, Paris, Fayard, Le Saint détective magazine no 22, décembre 1956
- The Sunken Suitcase (1955) Publié en français sous le titre Un vrai naufrage, Paris, Fayard, Le Saint détective magazine no 41, juillet 1958 ; réédition dans Trains rouges, Paris, Julliard, coll. « La Bibliothèque criminelle », 1990
- The Broken Windscreen (1955), aussi paru sous le titre The Broken Windshield en 1962
- Tea at Four (1955)
- The Landing Ticket (1956)
- The Raincoat (1956)

#### Autres nouvelles
- The Mystery of the Sleeping Car Express (1921)
- Ingots of Gold (1926)
- The Level Crossing (1933)
- The Vertical Line (1935)
- Mr. Sefton, Murderer (1944)
- Fingerprints (1954)
- Ebb Tide (1954)
- The Brothers Bing (1955)

## Sources
- Claude Mesplède (dir.), Dictionnaire des littératures policières, vol. 1 : A - I, Nantes, Joseph K, coll. « Temps noir », 2007, 1054 p. (ISBN 978-2-910-68644-4, OCLC 315873251), p. 504-505.